# 제니퍼 덱커
제니푀르 데케르(Jennifer Decker, 프랑스어 발음: [ʒɛnifœʁ], 1982년 12월 28일 ~ )는 프랑스의 배우이다.

## 출연 작품

### 영화
- Les Amants du Flore (2006) - 마리나 역
- 라파예트 (2006) - 뤼시엔 역
- 헬폰 (2007)
- Lulu & Jimi (2009) - 룰루 역
- Erreur de la banque en votre faveur (2009)
- 리빙 온 러브 얼론 (2010, D'amour et d'eau fraîche)
- 미술품 도난 사건: 영리한 사기꾼 vs 은퇴 경찰 (2018, Un beau voyou)